# كارولين كامبل
كارولين كامبل (بالإنجليزية: Caroline Campbell)‏ هي عازفة كمان أمريكية، ولدت في 1980 في ألباني في الولايات المتحدة.

## وصلات خارجية
- كارولين كامبل على موقع ميوزك برينز (الإنجليزية)
- كارولين كامبل على موقع أول ميوزيك (الإنجليزية)
- كارولين كامبل على موقع ديسكوغز (الإنجليزية)